# Формига (футболистка)
Мираилдес Масиел Мота (порт.-браз. Miraildes Maciel Mota; род. 3 марта 1978, Салвадор) — бразильская футболистка, полузащитник. Она играла за профессиональные клубы в Швеции, США и Франции. Формига установила множество международных рекордов в составе сборной Бразилии, став единственным игроком, участвовавшим во всех женских футбольных турнирах Олимпийских игр с момента их первого выпуска на летних Олимпийских играх 1996 года, а также рекордным участием в семи различных турнирах женского чемпионата мира.
Формига была членом сборной Бразилии в течение 26 лет (самый долгий срок в истории футбола), и является футболисткой с наибольшим количеством матчей в истории сборных Бразилии (мужских и женских), выйдя на поле в 234-й и последний раз в матче против Индии на Международном женском футбольном турнире 2021 года в Манаусе. Она является единственной футболисткой в истории (среди мужчин и женщин), которая играла на семи чемпионатах мира и семи Олимпийских играх.

## Клубная карьера

### Ранние годы
Родившаяся в Салвадоре, Формига родилась в период, когда в Бразилии женщинам было запрещено играть в футбол. Семья переехала в соседний Камасари, когда ей было девять лет. Формига начала играть в футбол в возрасте 12 лет, хотя её иногда избивали братья, которые не хотели, чтобы она принимала участие в игре. Её поддерживала её мать, Дона Селеста, которая водила её играть в мини-футбол за соседний клуб «Евроэкспорт».
Формига хорошо проявила себя в «Евроэкспорте» и имела хорошие отношения с тренером Дилмой Мендес. Она попала в поле зрения селекционеров национальной сборной, но когда игроков национальной сборной призвали перейти в клубы Сан-Паулу в рамках подготовки к Олимпиаде 1996 года, тренер Мендес помог ей подписать контракт с «Саад». В 1997 году Формига присоединилась к недавно сформированному футбольному клубу «Сан-Паулу», где она выиграла титулы штата и страны. В 200 году футбольный клуб «Сан-Паулу» закрыл свою женскую секцию в 2000 году, и Формига не играла в чемпионате 2001 года.
Она была среди шести бразильских игроков, которые, как сообщалось, наняли лицензированного ФИФА агента с целью присоединиться к зарождающейся женской объединённой футбольной ассоциации в США. Однако она не была включена в распределение иностранных игроков ЖОФА 2000 года и вместо этого играла в сезоне 2001 года за «Санта-Исабель» из Убы. Она присоединилась к конкурентоспособной команде, собранной под руководством бывшего тренера Формиги Саада и национальной сборной Демы, которая выиграла чемпионат Бразилии 2001 года.
В 2002 году Формига провела короткий период с «Сантосом», присоединившись вместе с Валерией и играя под руководством будущего тренера национальной сборной Клейтона Лимы. Она была ограничена местными товарищескими выступлениями, поскольку государственные и национальные соревнования Сан-Паулу были расформированы. Также в 2002 году Формига была частью команды «Санта Круз» победителя чемпионата штата Минас-Жерайс.

### Швеция
Сразу после участия на Олимпийских играх 2004 года Формига стала футболисткой клуба «Мальмё» из Дамаллсвенскана. До этого она играла в мини-футбол в течение двух лет. Формига произвела благоприятное впечатление за первые два месяца в клубе, который был рад, когда она согласилась продлить свой контракт в декабре 2004 года. Частные спонсоры согласились покрыть её существенную зарплату в размере 75 000 крон за первую половину сезона 2005 года. Она помогла «Мальмё» занять второе место в 2005 году, но клуб не мог позволить себе снова продлить её контракт, назвав её «дорогим решением».

### Бразилия
В финале Кубка Бразилии 2007 года Формига помогла «Сааду» (играющему под названием «Мату-Гросу-ду-Сул») победить «Ботукату» с серии послематчевых пенальти после ничейного счёта в основное время (1:1) на Стадионе Мане Гарринчи. Она покинула поле на машине скорой помощи перед серией пенальти, так как почувствовала себя плохо, но позже вернулась, чтобы присоединиться к празднованию. В 2008 году она играла за «Ботукату» и забила в ответном матче в финале Чемпионата Паулиста против «Саада».

### США
В составе «Нью-Джерси Уайлдкэтс» в 2006 году Формига выступала в качестве нападающего, забив 13 голов в 12 играх. В 2007 году она выступала в команде «Джерси Скай Блюс», где забила один гол в шести матчах, но отдала пять результативных передач.
Формига была первым общим выбором для недавно открытой Women’s Professional Soccer (WPS) в США на Международном драфте WPS 2008 года, выбранная клубом «Голд Прайд». Она присоединилась к бразильскому анклаву в клубе, вместе с товарищами по команде Эрикой и Адрианой, а также помощницей тренера Сисси (которая вернулась в игру во второй половине сезона). Формига начала 15 из своих 16 игр за «Голд Прайд», который занял седьмое место из семи команд в своем первом сезоне в 2009 году. Она была поздно выбрана для Матча всех звезд WPS 2009 года в качестве замены пяти английским и французским игрокам, которые отсутствовали на чемпионате Европы 2009, но сама была исключена из-за растяжения колена.
В следующем сезоне Формига играла за «Чикаго Ред Старз» вместе с соотечественницей Кристианой. В сезоне 2010 клуб занял шестое место из семи команд и выбыл из WPS.

### Франция
В январе 2017 года она подписала контракт с французским клубом «Пари Сен-Жермен». В сезоне 2016/2017 она приняла участие в 16 играх в национальном чемпионате, национальном кубке и Лиге чемпионов УЕФА. Она провела 24 матча в сезоне 2017/2018, и была капитаном команды в финале Кубка Франции, который завершился победой со счетом 1:0 над «Лионом». Несмотря на то, что Формиге исполнилось 40 лет, она пропустила часть клубного сезона из-за Кубка Америки 2018 года и перенесла операцию на колене, её хорошо приняли в парижском клубе, который продлил с ней контракт в августе 2018 года.
Продлив свой контракт ещё на год в мае 2019 года, Формига стала самым возрастным автором гола в Лиги чемпионов, забив гол в 1/16 финала в ворота «Браги» (7:0). Несколько недель спустя она побила свой собственный рекорд, в возрасте 41 года и 227 дней, забив гол в победной игре 1/8 финала над «Брейдаблик» (4:0). Ещё один однолетний контракт был согласован в мае 2020 года.
Её 100-й и последний матч за «Пари Сен-Жермен» состоялся в июне 2021 года, когда она вышла на замену во втором тайме в матче с «Дижоном», завершившемся со счетом 3:0 и принесшем клубу первый титул национального чемпиона, прервав серию из 15 подряд побед «Лионом».

### Дальнейшая карьера
Формига согласилась вернуться в «Сан-Паулу» в июне 2021 года, спустя 21 год после её последнего успешного периода с клубом. У неё также было предложение от «Фламенго». Она объявила о своем уходе из «Сан-Паулу» в декабре 2022 года, в возрасте 44 лет, после поражения в полуфинале Чемпионата Паулисты от «Сантоса». Она сыграла 25 игр во время своего второго периода в клубе, забив один гол. Впоследствии она раскритиковала клуб за его «неуважительную» политику требования, чтобы уходящие игроки возвращали всю свою использованную спортивную одежду клуба.
В январе 2023 года сообщалось, что она вела переговоры с «Крузейро», но клуб не смог удовлетворить её требования по зарплате.

## Карьера за сборную
Формига впервые сыграла за сборную Бразилии в возрасте 17 лет, в составе команды на чемпионате мира 1995 года, играя в качестве замены. В следующем году, во время женского футбольного турнира на летних Олимпийских играх 1996 года, она была игроком стартового состава. Формига и Претинья были единственными двумя бразильскими футболистками, которые участвовали в первых четырёх женских футбольных турнирах Олимпийских игр, выиграв серебряные медали в 2004 и 2008 годах — оба финала были проиграны США. Она участвовала на турнирах 2012 и 2016 годов, установив абсолютный рекорд как единственный игрок, присутствовавший на первых шести футбольных турниров Олимпийских игр. Позже она приняла участие на летних Олимпийских играх 2020 года в Токио.
Чемпионат мира 2019 года стал для Формиги седьмым подряд крупным турниром, что стало рекордом. Лотар Маттеус, Антонио Карбахаль и Рафаэль Маркес разделяют рекорд по пяти последовательным выступлениям в мужском турнире. Она помогла сборной занять третье место в 1999 году и второе место — в 2007 году. Формига стала самым возрастным автором гола на турнире, забив гол в ворота Южной Кореи 9 июня 2015 года, когда ей было 37 лет, три месяца и шесть дней.
Формига также выиграла золотую медаль на трёх Панамериканских играх: 2003 (отметилась забитым голом в финале), 2007 и 2015. В 2011 Бразилия уступила в финале Канаде и выиграла серебряные медали.
Формига ушла из сборной Бразилии в 2016 году, но вернулась в 2018 году, чтобы принять участие в Кубке Америки в Чили. Она, в возрасте 41 года, также выступала за Бразилию на чемпионате мира 2019 года, став самым возрастным игроком в истории турнира.
1 декабря 2020 года Формига сыграла свой 200-й матч за сборную Бразилии, одержав победу со счетом 8:0 над Эквадором. Формига играла на летних Олимпийских играх 2020 года и стала первой футболисткой, принявшей участие на семи Олимпийских играх.
В ноябре 2021 года она объявила о своём втором уходе из сборной Бразилии. 26 ноября 2021 года Формига сыграла свой последний матч за Бразилию, победив в игре Индию (6:1) на Международном футбольном турнире в Манаусе, официально уйдя из национальной сборной.

## Стиль игры
Она назвала Дунгу, капитана мужской сборной Бразилии, которая выиграла чемпионат мира 1994 года, самым влиятельным игроком на её стиль игры. Она получила прозвище Формига, что в переводе с португальского означает «муравей», будучи подростком из-за своего бескорыстного стиля игры, который напоминал другим игрокам то, как муравьи работают вместе, как колония.

## Личная жизнь
Формига обручилась со своей партнёршей Эрику Хесус в январе 2023 года. Пара впервые встретилась в 1996 году, но рассталась из-за ограниченного прогресса в области прав ЛГБТ в Бразилии, что делало открытые лесбийские отношения трудноподдерживающимися в то время. Они встретились снова в 2017 году.
Формига, ярая сторонница женского футбола в Бразилии, является спортсменкой-активисткой, которая боролась с предрассудками: «Мне пришлось много работать, чтобы завоевать свое место и доказать, кем я являюсь. Не только как игрок, но и как… Мирайдлэс Масиэль Мота. Женщина. Черная. Северо-Восток. Лесбиянка. И, прежде всего, как человек, который никогда не думал заниматься чем-то другим, кроме футбола».

## Достижения

### Клубные

#### «Сан-Паулу»
- Чемпионка Бразилии[англ.]: 1997
- Победительница Чемпионата Паулиста: 1997, 1999
- Обладательница Кубка Бразилии[англ.]: 2021

#### «Ботукату»
- Чемпионка Бразилии[англ.]: 2008

#### «Сан-Жозе»
- Обладательница Кубка Либертадореса[англ.]: 2011, 2013, 2014
- Обладательница Кубка Бразилии[англ.]: 2012, 2013
- Победительница Международного женского клубного чемпионата[англ.]: 2014
- Победительница Чемпионата Паулиста: 2012, 2014, 2015

#### «Пари Сен-Жермен»
- Чемпионка Франции: 2020/21
- Обладательница Кубка Франции: 2017/18

### Международные
- Победительница Панамериканских игр: 2003, 2007, 2015
- Победительница Чемпионата Южной Америки/Кубка Америки: 1995, 1998, 2003, 2010, 2014, 2018
- Серебряный призёр Олимпийских игр: 2004, 2008

### Индивидуальные
- Включена в команду КОМНЕБОЛ декады по версии МФФИИС: 2011—2020